# اوريورا (أولاد بوعيظة)
اوريورا هو دُوَّار يقع بجماعة رأس أومليل، إقليم كلميم، جهة كلميم واد نون في المملكة المغربية. ينتمي الدوّار لمشيخة أولاد بوعيظة التي تضم دوار واحد. يقدر عدد سكانه بـ 331 نسمة حسب الإحصاء الرسمي للسكان والسكنى لسنة 2004.

## روابط خارجية
- البوابة الوطنية للجماعات الترابية
- المندوبية السامية للتخطيط